# Église Saint-Martin de Bonsin
Pour les articles homonymes, voir Église Saint-Martin.
L'église Saint-Martin est un édifice religieux catholique situé dans le village de Bonsin faisant partie de la commune de Somme-Leuze en province de Namur (Belgique). La tour de l'église est classée.

## Situation
L'édifice est situé dans la partie sud du village de Bonsin, à la limite du Condroz et de la Famenne, le long de la rue en pente de Petite-Somme. L'église est entourée de son cimetière de superficie plus ou moins carrée ceint de murs en pierre calcaire. L'entrée est accessible depuis la rue par une dizaine de marches.

## Historique
La petite tour médiévale est érigée au cours du XIe siècle ou du XIIe siècle en style roman. La nef est reconstruite pendant la première moitié du XVIIe siècle. Le chœur est rebâti de 1683 à 1685 sous l'initiative du curé J.P. Docquier mais il est supprimé en 1859 par un allongement de la nef et l'édification de la façade orientale réalisés par S. Martin.

## Description
L'église d'une longueur d'environ 30 mètres bâtie en moellons de pierre calcaire comprend quatre longues travées et a la particularité de ne pas posséder de chevet ni d'abside où se trouve en principe le chœur. Le sanctuaire voit dès lors son orientation inversée, la tour faisant office de chœur.
La tour carrée est haute de trois niveaux et ne compte guère d'ouverture si ce n'est une fente de lumière au deuxième niveau du côté nord. La tour est surmontée d'une toiture en ardoises à quatre pans de laquelle s'élance une flèche octogonale surmontée d'une croix.
La nef de quatre travées possède des baies encadrées de pieds-droits chaînés et de linteaux bombés à clé de voûte passante réalisés vers 1750.
La façade orientale du XIXe siècle comporte une large porte d'entrée avec une imposte cintrée ornée de vitraux à douze rayons. Cette imposte est surmontée d'un oculus comprenant aussi des vitraux découpés en douze rayons. Une niche cintrée actuellement vide domine la façade.

## Classement
La tour de l'église est classée depuis le 15 janvier 1936 et reprise sur la liste du patrimoine immobilier classé de Somme-Leuze.

## Pour compléter